# Studio O
Le Studio O est une compagnie française de production de films d'animation fondée par Michel Ocelot en 1992. Elle a produit l'ensemble des longs métrages d'animation réalisés par Michel Ocelot.

## Filmographie
- 1998 : Kirikou et la Sorcière
- 2000 : Princes et Princesses
- 2005 : Kirikou et les Bêtes sauvages
- 2006 : Azur et Asmar
- 2011 : Les Contes de la nuit
- 2012 : Kirikou et les Hommes et les Femmes
- 2016 : Ivan Tsarevitch et la Princesse changeante
- 2018 : Dilili à Paris
- 2022 : Le Pharaon, le Sauvage et la Princesse